# 王様の漢方
『王様の漢方』（おうさまのかんぽう、原題：漢方道）は、牛波の長編小説および日中合作映画作品。

## 概要
体にさまざまな悩みを抱えた人々の治療ツアーの様子をコミカルに描いた長編小説である。本には世界初の漢方小説と記載されているだけあって、漢方薬や薬膳料理に関する薀蓄が多く盛り込まれている。
巻末には、登場する人物や会社は架空のものであるが、漢方に関する歴史背景や知識、情報はすべて事実に基づくものであるとの記述がある。

## 登場人物
市川 一雄
日中貿易発展有限公司社長。50歳。
数年前まで誰にも相手にされない無名のビジネスマンだったが、天安門事件に遭遇し、一躍有名人となったのをきっかけに事業を起こそうと資金を集めるも要人への賄賂などに消えてしまい途方にくれる。
子供のころから興奮すると頭に血が上って目に激痛が走る持病を持っていたが、小梅の紹介で李仁の鍼治療を受けて東洋医学の奥深さを感じ「日中友好漢方旅行団」というツアーを企画した。
李 小梅（リ・シャオメイ）
日中貿易発展有限公司北京事務所の通訳兼アシスタント。
市川の世話で日本に留学し、通訳になれたことに恩を感じている。
和田 貴美子
ダイエットに燃えるファッションモデル。
身長168センチ。ミロのヴィーナス像のようなスタイルの持ち主だが、病的なまでに更なる美しさを追求していて、それが生きがいになっている。彼女の特別な恋人になるためには、美容の最新情報を仕入れておくことが絶対条件。
服を買うときは2サイズ小さいものを買い、目に付くところにおいて眺める習慣がある。
山本 慶子
不妊症に悩む主婦。30歳代半ば。
きれいにアップした髪、少し濃い目だが品のいい化粧、左手の薬指には高価な結婚指輪をしている。
病院で調べてもらったところ自分のほうに問題があると指摘され、今回の旅行ツアーに加わる。
菊池 五郎（別名は百恵）
性同一性障害の青年。18、9歳の大学生ふう。友達にはモモちゃんと呼ばれている。
母親とともに市川の事務所に来所。五人兄弟で全員男だったため、女の子が欲しかった母親に女の子のように育てられ、現在のようになってしまった。
李仁に鍼治療を施される。
中村 英雄
インポテンツに悩むヤクザ。42歳。
大柄。全身黒ずくめで派手なネクタイを締めている。つぶらな目を隠すためかサングラスをかけている。背中には水滸伝の九紋竜史進を思わせる立派な刺青が入っている。
5年間悩み続け、意を決してツアーに加わる。
大山 忠
末期の肺癌を宣告された会社社長。
和紙で作ったネクタイを締めている。夏は紙で作った服を着る。
山梨県で和紙製造工場を経営しており、製品は日本の約半数の書道家に愛用されている。和紙の原料は安徽省から仕入れた画仙紙であるために中国に愛着を持っており、そこでビジネスを始めようとした市川を支援してきた。
病気が治ったら借金を取り消しにしようと提案し、市川のツアーに加わる。
李 仁（リ・レン）
名漢方医。小梅の祖父。先祖代々北京に住んでいるので、北京料理に詳しい。
着古された人民服を上着に着る。年季の入った竹製の扇子を手にしている。
市川の持病を曹操と同じものだと見抜き、中国鍼で治療する。
市川の旅行ツアーのアイディアを、困っている人を救うという中国医学の精神にのっとって賛同し、協力することになった。
李 文重（リ・ウエンジョン）
小梅の父。タクシー運転手。
ツアーの間は休暇を取り、専属ドライバーとなってマイクロバスを運転する。
玉蘭（ユイラン）
小梅の母。
中華粥を作るのが得意。
美容に関する食材に詳しい。
張 公々（チャン・コンコン）
元宦官の老人。1896年生まれ。
色白で太っている。スキンヘッド。
7歳で去勢して頤和園に入り、李蓮英を師と仰いだ。
闘蟋に使うコオロギに詳しい。
ノーマン・ミンガス
アメリカ人。エール大学の博士課程に在籍。張公々に弟子入りをして東洋医学を研究中。
金髪で青い目をしている。
現在、故宮のトイレについての論文を書いている。
宋代の医官である王惟一の銅人形（複製）を使って鍼灸術の練習を行った。

## 映画

### キャスト
- チュウ・シュイ：リ・レン（李仁）
- 渡辺篤史：市川一雄
- ノーマン・リーダス：ノーマン
- 沢本忠雄：大山忠
- 中山一朗：中村英雄
- 天川紗織：和田貴美子
- 中村正志：菊地五郎
- 藤田佳子：小泉純子
- ゾン・ピン：ウェン・ジョン
- ハースカオワ：ユイラン
- ソン・ホワユー：メイメイ

### スタッフ
- 監督：ニュウ・ポ
- 製作：江戸木純
- 原作：ニュウ・ポ
- 脚本：ニュウ・ポ、江戸木純
- 美術：ニュウ・ポ
- 撮影：津田豊滋
- 音楽：シー・チーヨウ